# Mit dem Kopf durch die Wand
Mit dem Kopf durch die Wand (Originaltitel: Bachelor of Hearts) ist der Titel einer britischen romantischen Filmkomödie aus dem Jahr 1958 mit Hardy Krüger und Sylvia Syms in den Hauptrollen. In Deutschland wurde der Film am 18. Dezember 1958 uraufgeführt. Er wurde als Farbfilm produziert.

## Inhalt
Wolf Hauser ist ein deutscher Austauschstudent, der an der University of Cambridge ein Studium aufzunehmen beabsichtigt. Als er dort ankommt, beleidigt er nicht nur umgehend seinen zukünftigen Dekan, Professor Murdock, sondern gerät auch mit seinem Wohnheim-Nachbarn Hugo Foster aneinander. Schnell muss er feststellen, dass seine Kenntnisse der britischen Umgangsformen Lücken aufweisen. Zu Wolfs Glück bietet sich Hugos Begleiterin, die attraktive Studentin Ann, an, ihm den Einstieg in Cambridge zu erleichtern.
Hugo erweist sich bald als Präsident einer Studentenvereinigung, die sich die U.H.U.s nennen. Deren Satzung sieht vor, dass sich die Mitglieder verpflichten, im Laufe des Semesters drei Aufgaben zu erledigen. Die erste davon – gleich zu Beginn – lautet, dass im Rahmen des Universitätsfestes ein Studienanfänger öffentlich zu „opfern“ sei. Da Wolf zufällig in die Sitzung des Clubs hineinplatzt, wird er kurzerhand – ohne sein Wissen – als Opfer auserkoren. Er macht den Spaß und noch weitere mit und findet so langsam Kontakt. Dennoch bleibt er Außenseiter und beschließt nun, sich im zweiten Semester ganz dem Studium der Mathematik zu widmen. Als sein Dekan ihn ermutigt, seine Persönlichkeit zu erweitern, während Ann ihn gleichzeitig auffordert, er selbst zu bleiben, stellt Wolf verwirrt fest, dass er noch viel zu lernen hat. Immer mehr fühlt er sich zu Ann hingezogen, die seine Gefühle durchaus erwidert.
Natürlich will Wolf mit ihr den Maiball zum Abschluss des Semesters bestreiten, doch nun ist seine Stunde gekommen, als die U.H.U.s ihre dritte und letzte Aufgabe bestreiten müssen. Danach ist es den Mitgliedern verboten, am letzten Semestertag bis Mitternacht Umgang mit Frauen zu haben. Da dies auch der Tag des Maiballs ist, bitten sie Wolf um Hilfe: Er soll ihrer aller Partnerinnen zum Ball einladen und dort so lange beschäftigen, bis die U.H.U.s um Mitternacht von ihrem Schwur wieder erlöst sind. Die Verabredungen im Vorfeld wie auch der Ball selbst halten Wolf mächtig auf Trab, da die Mädchen nichts voneinander wissen dürfen, Ann zusätzlich aber bereits Verdacht schöpft. Trotz gewisser Schwierigkeiten geht der Plan am Ende auf: die U.H.U.s können ihre Partnerinnen glücklich in die Arme schließen und Wolf seiner Ann seine Heimlichtuerei erklären.

## Kritik
„Anekdotenhaft erzählter Ulkfilm aus dem studentischen Milieu der späten 50er Jahre; weitgehend vergnüglich, wenn auch ohne jeden ernstzunehmenden Hintergrund.“